# Нереїд (озеро)

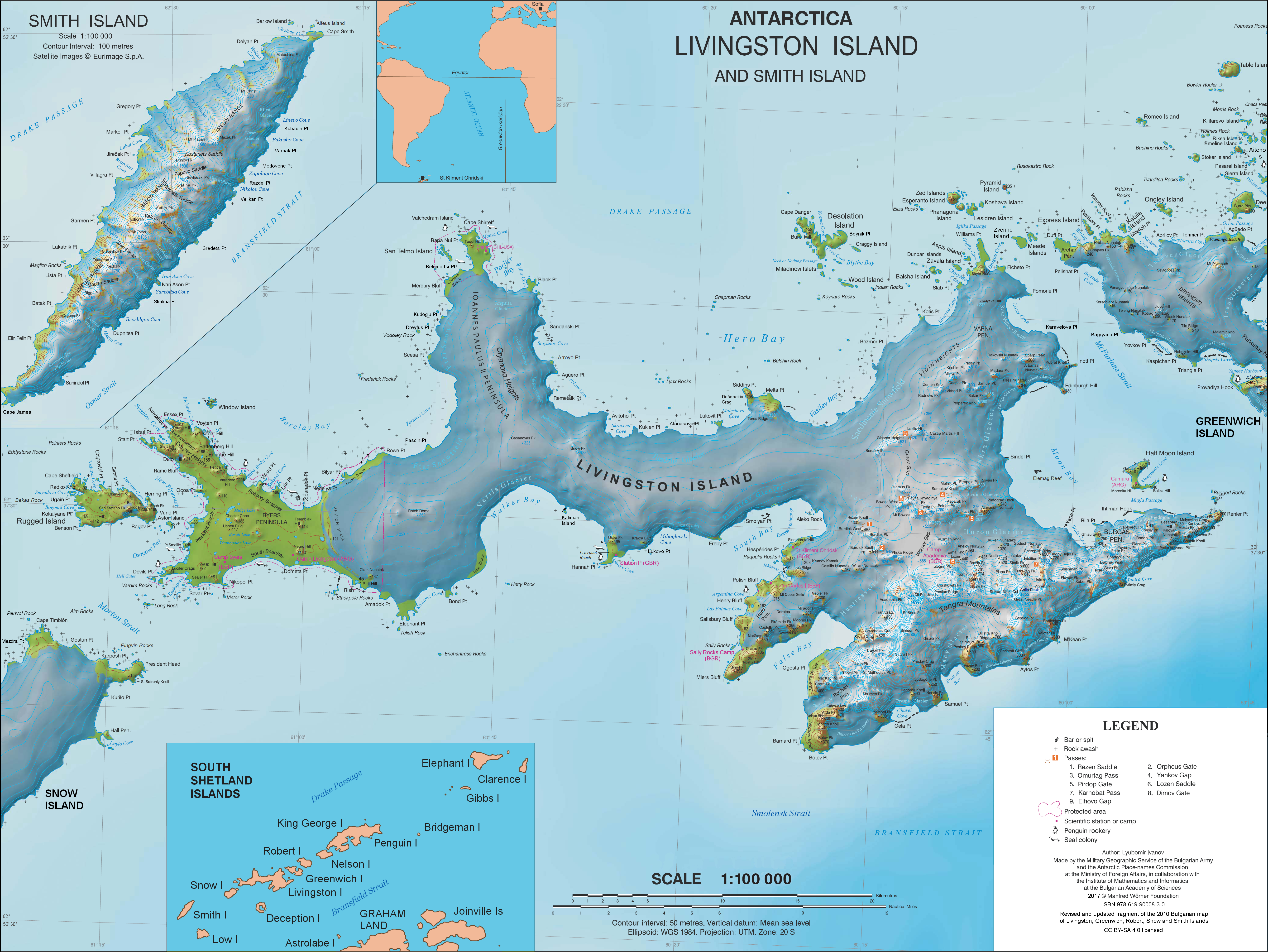
Топографічна карта району острова Лівінгстон із озером Нереід

Озеро Нереїд (болг. езеро Нереида, трансліт. ezero Nereida, IPA: [ˈƐzɛro nɛrɛˈidɐ]) - це озеро довжиною 450 і шириною 90 метрів у напрямку захід-південний захід на схід-північний схід  у східній частині пляжу Фламінго на північному узбережжі острова Гринвіч на Південних Шетландських островах, Антарктида. Воно має площу поверхні 3,8 га і відокремлене від вод проходу Оріон смугою землі шириною від 20 до 40 м.  Район відвідували герметики початку 19 століття. 
Це озеро названо на честь нереїд, морських німф грецької міфології. 

## Розташування
Озеро Нереїд розташоване на захід від пункту Агуедо і має центр за координатами 62°26′37″ пд. ш. 59°47′41″ зх. д. / 62.44361° пд. ш. 59.79472° зх. д., що 800 м на схід-південний схід від пункту Брузен. Болгврське картографування у 2009 та 2017 роках.

## Карти
- Л. Іванов. Антарктида: острови Лівінгстон та Гринвіч, Роберт, Сноу та Сміт. Масштаб 1: 120000 топографічної карти. Троян: Фонд Манфреда Вернера, 2009.ISBN 978-954-92032-6-4
- Л. Іванов. Антарктида: острів Лівінгстон та острів Сміт . Масштаб 1: 100000 топографічної карти. Фонд Манфреда Вернера, 2017.ISBN 978-619-90008-3-0
- Антарктична цифрова база даних (ADD). Масштаб 1: 250000 топографічної карти Антарктиди. Науковий комітет з антарктичних досліджень (SCAR). З 1993 року регулярно модернізується та оновлюється

## Дивитися також
- Антарктичні озера

## Зовнішні посилання
- Озеро Нереїда. Коригується супутникове зображення Copernix

Ця стаття використовує інформацію з Антарктичної комісії з географічних назв Болгарії, яка використовується з дозволу.